# Abdelkader
Abdelkader oder Abdel-Kader (arabisch عبد القادر, DMG ʿAbd al-Qādir) ist ein arabischer männlicher Vorname. Der Name bedeutet „Diener des Allmächtigen“. Die Form Abdelkader ist vor allem im Maghreb verbreitet. In der Form Abdulkadir ist der Name in der Türkei bekannt und als Abdulqadir in Afghanistan, Pakistan und Indien.

## Namensträger

### Vorname
- Abdelkader Allali (* 19**), marokkanischer Klimatologe
- Abdelkader Belmokhtar (* 1987), algerischer Radrennfahrer
- Abdelkader Ben Bouali (1912–1997), algerischer Fußballspieler
- Abdelkader Larbi Ben M'barek (1914–1992), französisch-marokkanischer Fußballspieler
- Abdelkader Benali (* 1975), niederländischer Schriftsteller
- Abdelkader Bensalah (1941–2021), algerischer Politiker
- Abdelkader El Mouaziz (* 1969), marokkanischer Langstreckenläufer
- Abdelkader Firoud (1919–2005), französischer Fußballspieler und -trainer
- Abdelkader Ghezzal (* 1984), algerischer Fußballspieler
- Abdelkader Laïfaoui (* 1981), algerischer Fußballspieler
- Abdelkader Moukhtatif (1934–2022), marokkanischer Fußballspieler
- Abdelkader Taleb Oumar (* 19**), Premierminister der Demokratischen Arabischen Republik Sahara
- Abdelkader Zitouni (* 1981), französisch-polynesischer Fußballschiedsrichter
- Abdel-Kader Zaaf (1917–1986), algerischer Radrennfahrer
- Abd el-Kader (1808–1883), arabischer Freiheitskämpfer

### Familienname
- Justin Abdelkader (* 1987), US-amerikanischer Eishockeyspieler
- Mahmoud Abdelkader (* 2000), ägyptischer Fußballspieler
- Safi Abdelkader, tschadischer Politiker